# Селком
Селком (ивр. סלקום‎) — израильская коммуникационная компания, оператор сотовой связи. Второй оператор сотовой связи в Израиле.
Компания основана в 1994 году. Селлком владеет 78,5 % акций МБР и обслуживает около трёх миллионов клиентов. Компания имеет 360 точек сбыта и 75 сервисных центров страны, в которых работают 7200 сотрудников. Акции компании котируются на Нью-Йоркской и Тель-Авивской фондовых биржах. Контролируется миллиардером Нохи Данкнером.
В январе 2015 году компания начала предоставлять услуги домашнего интернета и стационарную связь, в июле 2015 года и услуги кабельного телевидения סלקוםtv. Компания является владельцем виртуального оператора golantelecom. С начала 2015 Селлком начала переходить на новый стандарт сотовой связи 4g.